# The Legend of Swordsman
The Legend of Swordsman, conosciuto anche come The Legend of Qin (in cinese: 秦时明月S, qín shí míng yuèP) e Qin's Moon, è una serie televisiva d'animazione CG cinese scritta e diretta da Robin Shen (Shen Leping). La storia è tratta dall'omonimo romanzo dello scrittore taiwanese Sayling Wen (Wen Shiren). È la prima serie d'animazione 3D cinese wuxia, prodotto dallo Sparkly Key Animation Studio di Hangzhou.
La serie animata è stata mandata in onda in Cina a partire dal 2007. In seguito, sono stati pubblicati dei DVD anche in Italia.
La versione italiana della sigla è stata scritta da Fernando Fera e Fabio Malerba, Edizioni Numerotre S.r.l. - Milano e interpretata da Ilaria Della Bidia.

## Trama
La serie è ambientata al tempo della dinastia Qin, quando l'imperatore del Qin, Zheng conquistò le altre 6 nazioni e unificò tutta la Cina favorendo l'ascesa del re di Chu, Xiang Yu, che conquistò la capitale, Xianyang.
La storia è incentrata sul giovane protagonista, Jing Tianming che portando il sangue di un eroe si trasforma da ragazzo debole e ignorante in un grande eroe, il quale da solo cambierà il processo della storia.
All'interno della serie sono presenti molti avvenimenti e riferimenti al periodo storico cinese.